# San José de Las Matas (ort)
San José de Las Matas är en ort i Dominikanska republiken.   Den ligger i kommunen San José de Las Matas och provinsen Santiago, i den centrala delen av landet, 140 km nordväst om huvudstaden Santo Domingo. San José de Las Matas ligger 524 meter över havet och antalet invånare är 9 853.
Terrängen runt San José de Las Matas är kuperad västerut, men österut är den platt. Terrängen runt San José de Las Matas sluttar norrut. Runt San José de Las Matas är det tätbefolkat, med 319 invånare per kvadratkilometer. San José de Las Matas är det största samhället i trakten. Omgivningarna runt San José de Las Matas är en mosaik av jordbruksmark och naturlig växtlighet.